# سناله-سان فلیچه
سناله-سان فلیچه (به ایتالیایی: Senale-San Felice) یک کومونه در ایتالیا است که در تیرول جنوبی واقع شده‌است. سناله-سان فلیچه ۲۷٫۵ کیلومتر مربع مساحت و ۷۸۶ نفر جمعیت دارد و ۱٬۳۱۵ متر بالاتر از سطح دریا واقع شده‌است.